# Арндт, Юдит
Юдит Арндт (нем. Judith Arndt; род. 23 июля 1976, Кёнигс-Вустерхаузен, Германия) — немецкая профессиональная велогонщица, завершившая карьеру в 2012 году. Трёхкратный призёр Олимпийских игр (1996, 2004 и 2012), трёхкратная чемпионка мира на шоссе, чемпионка мира на треке.

## Карьера

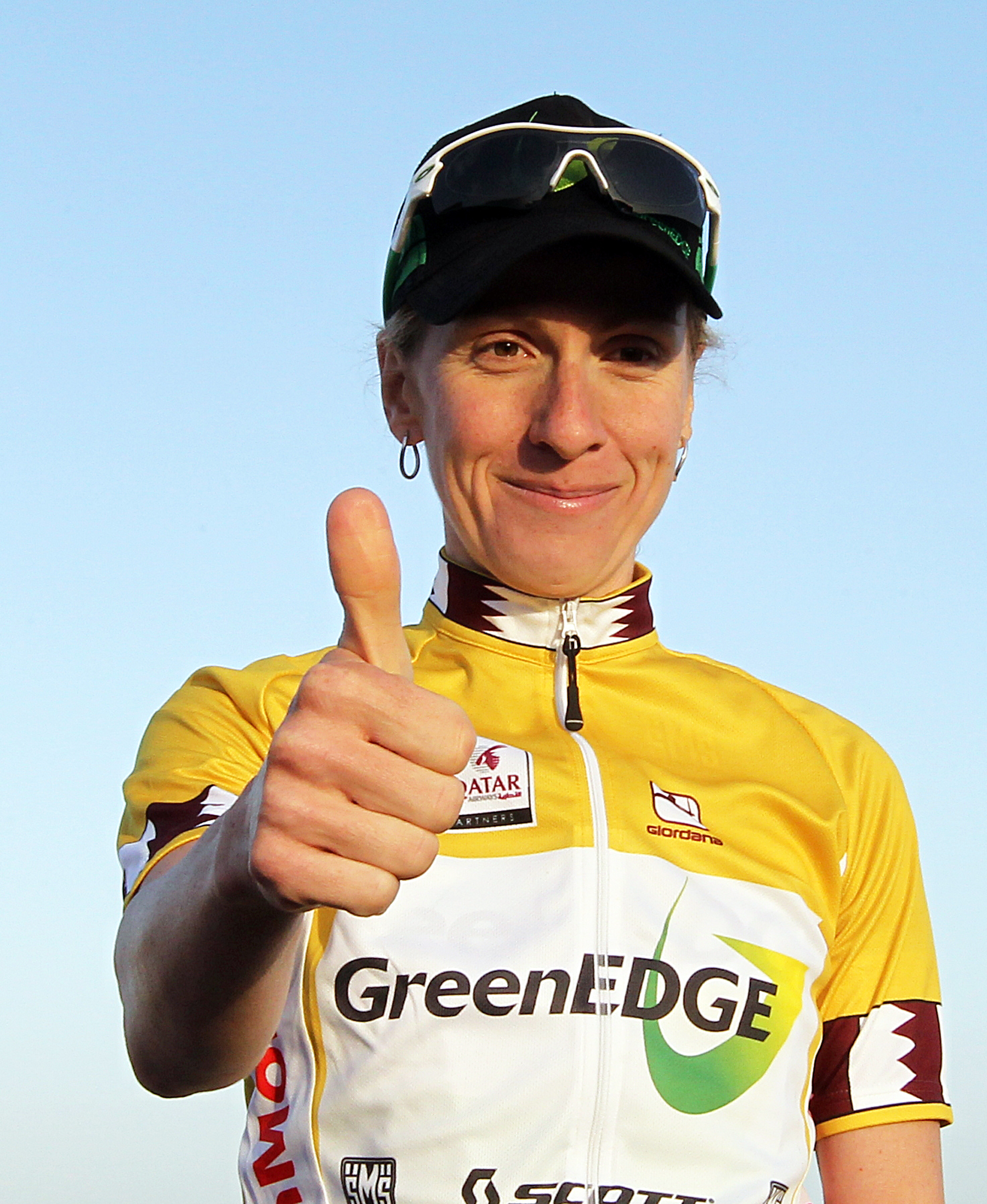
2012 год

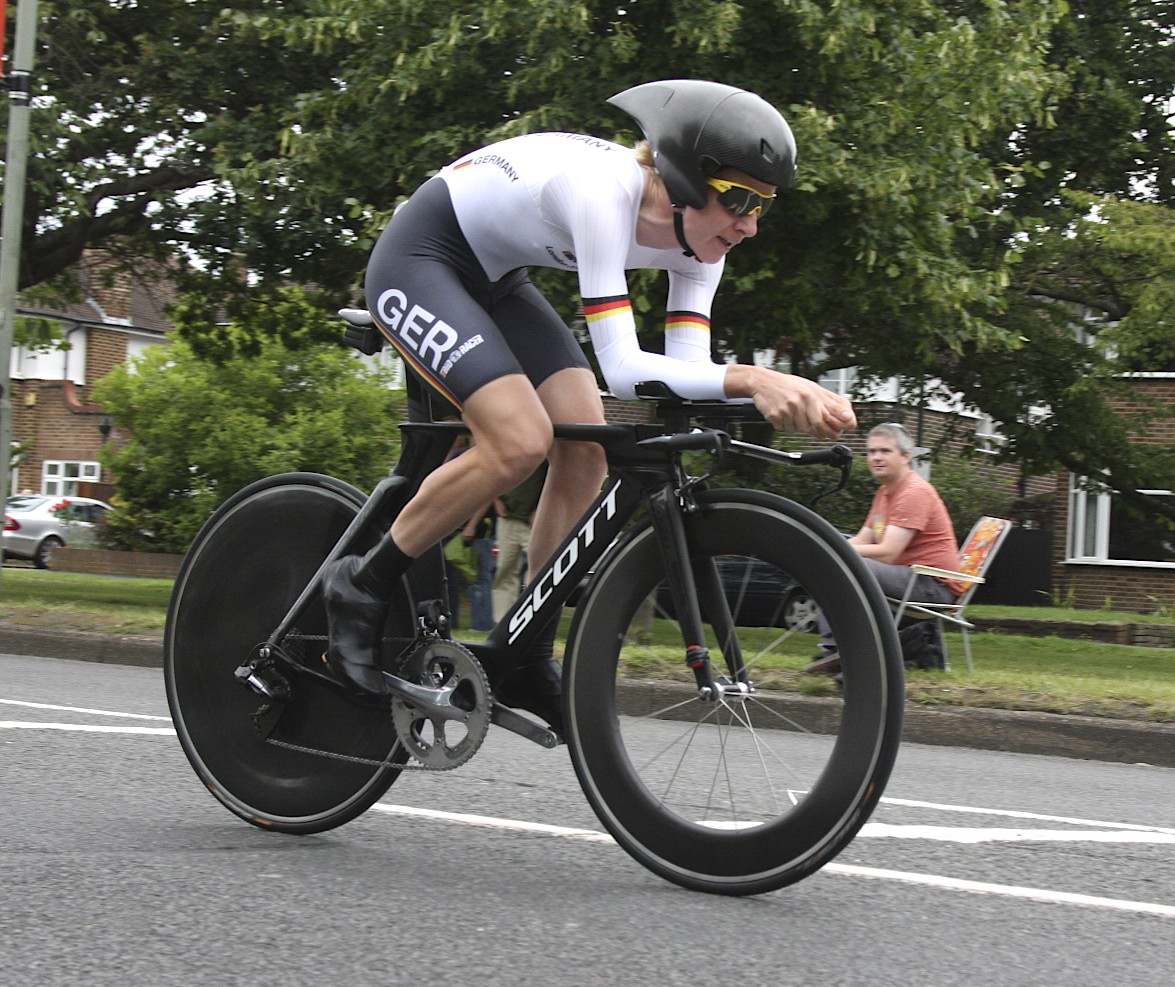

Велосипедная карьера Юдит Арндт в начале 90-х годов, когда она в 1993 и 1994 году стала чемпионкой Германии в индивидуальной гонке преследования на треке среди юниоров. Кроме того, в 1994 году она стала вице-чемпионкой мира среди юниоров в этой дисциплине. В 1996 году Юдит победила на Чемпионате Германии в гонке по очкам и в индивидуальной гонке преследования.
В начале своей карьеры Арндт была сфокуссирована на трековых соревнованиях. На Олимпийских играх 1996 года в Атланте спортсменка выиграла бронзовую медаль в индивидуальной гонке преследования. А 1997 году стала чемпионкой мира в этой дисциплине на первенстве мира, проходившем в австралийском Перте, а также выиграла бронзовую медаль в гонке с раздельным стартом на чемпионате мира в Сан-Себастьяне.
В 1999 и 2000 году немка четырежды становилась вице-чемпионкой мира на треке (в гонке по очкам и индивидуальной гонке преследования), после чего решила сконцентрироваться на выступлениях на шоссе.
В 2001 году Гранд Букль феминин Юдит заняла третье место в общем зачете, показав себя как хорошую многодневщицу.
В 2003 году немка во второй раз в карьере заняла третье место в генеральной классификации женской версии Тур де Франс и завоевала серебряную медаль Чемпионата мира в гонке на время, проводимого в канадском Гамильтоне.
На Олимпийских играх 2004 года в Афинах Юдит Арндт выиграла серебряную медаль. Уступив в финишном ускорении чемпионское звание австралийке Саре Керриган немка показала средний палец на камеру из-за того, что в отрыве работала только она, а Керриган ехала полицейским и все время сидела у неё на колесе. Позже она извинилась за своё поведение. В том же году Юдит Арндт стала чемпионкой мира в групповой гонке и вице-чемпионкой мира в гонке на время. В 2008 году выиграла Кубок мира — первое место в мировом рейтинге по итогам сезона.
В 2010 году на итальянской многодневке Джиро Роза немка заняла второе место в генеральной классификации, а спустя год — третье. На чемпионате мира в Копенгагене в 2011 году она выиграла золотую медаль в индивидуальной гонке на время.
В 2012 году на Олимпийских играх в Лондоне спортсменка выиграла серебряную медаль в раздельном старте. А на чемпионате мира в Валкенбюрге защитила титул в гонке на время. Также в составе команды GreenEDGE-AIS Юдит завоевала серебряную медаль в новом виде программы — командной гонке на время. На такой высокой ноте Юдит Арндт приняла решение о завершении спортивной карьеры и с тех пор в профессиональных соревнованиях не выступает.

### Статистика выступления наГранд-турах
| Гонка / Год          | 1998           | 1999           | 2000           | 2001           | 2002           | 2003           | 2004           | 2005           | 2006 | 2007 | 2008 | 2009 | 2010           | 2011           | 2012           |
| -------------------- | -------------- | -------------- | -------------- | -------------- | -------------- | -------------- | -------------- | -------------- | ---- | ---- | ---- | ---- | -------------- | -------------- | -------------- |
| Гранд Букль феминин  | DNF            | 11             | DNF            | 3              | 7              | 3              | —              | —              | —    | —    | —    | —    | не проводилась | не проводилась | не проводилась |
| Рут де Франс феминин | не проводилась | не проводилась | не проводилась | не проводилась | не проводилась | не проводилась | не проводилась | не проводилась | 9    | —    | —    | —    | 2              | —              | —              |
| Тур де л'Од феминин  | —              | —              | 45             | 2              | 1              | 1              | 2              | —              | 7    | 3    | 2    | —    | —              | не проводилась | не проводилась |
| Джиро д’Италия Донне | —              | —              | —              | —              | —              | —              | —              | —              | —    | 7    | 10   | DNF  | 2              | 3              | 6              |

## Рейтинги
| Год                 | 2001 | 2002 | 2003 | 2004 | 2005 | 2006 | 2007 | 2008 | 2009 | 2010 | 2011 | 2012 |
| ------------------- | ---- | ---- | ---- | ---- | ---- | ---- | ---- | ---- | ---- | ---- | ---- | ---- |
| Мировой рейтинг UCI | -    | -    | -    | -    | -    | -    | -    | -    | 10-й | 2-й  | 3-й  | 2-й  |
| Мировой кубок UCI   | 9-й  | -    | 5-й  | -    | -    | 4-й  | -    | 1-й  | -    | 5-й  | 4-й  | 2-й  |
|                     |      |      |      |      |      |      |      |      |      |      |      |      |
| Источник: UCI       |      |      |      |      |      |      |      |      |      |      |      |      |

## Личная жизнь
Юдит Арндт открытая лесбиянка. С 1996 года встречалась с немецкой велосипедисткой Петрой Росснер, олимпийской чемпионкой 1992 года в индивидуальной гонке преследования на треке. В 2012 году переехала в Мельбурн и стала жить вместе с бывшей австралийской велосипедисткой, Анной Уилсон.